# 인터루킨
인터루킨(영어: Interleukin, IL)은 백혈구 및 일부 다른 체세포에서 발현되고 분비되는 사이토카인 그룹이다. 인간 유전체는 50개 이상의 인터루킨 및 관련 단백질을 암호화한다.
면역계의 기능은 주로 인터루킨에 의존하며, 일부 인터루킨의 드문 결핍이 설명되었으며, 모두 자가 면역 질환 또는 면역결핍질환을 특징으로 한다. 대부분의 인터루킨은 단핵구, 대식세포 및 내피 세포를 통해서 뿐만 아니라 보조 T세포에 의해 합성된다. 이들은 T세포 및 B세포, 조혈 세포의 발달 및 분화를 촉진한다.
해마체의 별아교세포에 있는 인터루킨 수용체는 생쥐의 공간 기억 발달에도 관여하는 것으로 알려져 있다.

## 역사와 이름
인터루킨이라는 이름은 1979년에 인터루킨 1(림프구 활성화 인자, 분열 촉진 단백질, T세포 대체 인자 III, B세포 활성화 인자, B세포 분화) 및 인터루킨 2 (TSF 등)을 지정하기 위해 여러 연구 그룹에서 사용하는 다양한 이름을 대체하기 위해 선택되었다.
인터루킨이라는 용어는 '사이에서'라는 'inter-'와 '백혈구'를 의미하는 '-leukin'을 합친 말로 백혈구에 의해 생성되고 백혈구에서 작용한다는 뜻이다.
일부 인터루킨은 면역 반응을 매개하는 림프구 생성 사이토카인인 림포카인으로 분류된다.

## 통상적인 패밀리

### 인터루킨 1
인터루킨 1 알파 및 인터루킨 1 베타(IL-1α, IL-1β)는 면역 반응, 염증 반응 및 조혈 조절에 참여하는 사이토카인이다. 각각 3개의 세포 외 면역 글로불린(Ig) 유사 도메인, 제한된 서열 유사성(28%) 및 상이한 약리학적 특성을 갖는 2가지 유형의 IL-1 수용체가 마우스 및 인간 세포주로부터 클로닝되었다. 이들은 유형 I 및 유형 II로 명명되었다. 수용체는 막관통(transmembrane, TM) 형태와 가용성 형태로 모두 존재한다. 가용성 IL-1 수용체는 번역 후 막 수용체의 세포 외 부분 절단에서 파생된 것으로 생각된다.
두 IL-1 수용체(CD121a/IL1R1, CD121b/IL1R2)는 진화에서 잘 보존된 것으로 보이며 동일한 염색체 위치에 매핑된다. 수용체는 모두 세 가지 형태의 IL-1(IL-1 알파, IL-1 베타 및 IL-1 수용체 길항제) 모두에 결합할 수 있다.
IL1A와 IL1B의 결정 구조가 밝혀져 헤파린 결합 성장 인자 및 Kunitz 유형 대두 트립신 억제제와 동일한 12가닥 베타 병풍 구조를 공유하는 것으로 나타났다. 베타 병풍은 중심 축 주위에 4개의 유사한 로브로 배열되어 있으며 8가닥은 역평행 베타 배럴을 형성한다. 여러 영역, 특히 가닥 4와 5 사이의 루프는 수용체 결합과 관련이 있다.
인터루킨 1 베타 변환 효소의 분자 클로닝은 비활성 전구체 분자의 단백질 분해 절단에 의해 생성된다. 이 절단을 수행하는 상보적인 DNA 인코딩 프로테아제가 클로닝되었다. 재조합 발현은 세포가 전구체 인터루킨 1 베타를 성숙한 형태의 효소로 처리할 수 있게 한다.
인터루킨 1은 또한 중추 신경계에서 역할을 한다. 연구에 따르면 유형 I IL-1 수용체의 유전적 결실이 있는 마우스는 해마의 완전성에 의존하지 않는 기억이 아끼는 것처럼 보이지만 해마 의존적 기억 기능과 장기강화가 현저하게 손상된 것으로 나타났다. 그러나 이 유전적 결실을 가진 쥐의 해마에 야생형 신경전구세포를 주입하고 이 세포가 인터루킨 1 수용체를 포함하는 별아교세포로 성숙하도록 허용하면 쥐는 정상적인 해마 의존적 기억 기능을 나타내고 장기간의 기억 기능을 부분적으로 회복한다.

### 인터루킨 2
T세포는 분비 단백질 인자의 방출을 통해 T세포 및 특정 B세포의 성장 및 분화를 조절한다. 인터루킨 2 (IL-2)를 포함하는 이러한 인자는 렉틴 또는 항원 자극 T 세포에 의해 분비되며 다양한 생리학적 효과를 나타낸다. IL-2는 반응 T세포의 증식을 유도하는 림포카인이다. 또한 수용체 특이 결합을 통해 일부 B세포에 작용하여 성장 인자 및 항체 생성 자극제로 작용한다 단백질은 단일 글리코실화된 폴리펩타이드로 분비되며, 그 활성을 위해서는 신호 서열의 절단이 필요하다. Solution NMR은 IL-2의 구조가 4개의 나선 다발(AD라고 함)로 구성되어 있으며 측면에 2개의 짧은 나선과 여러 개의 잘못 정의된 루프가 있음을 시사한다. 나선 A와 나선 A와 B 사이의 루프 영역에 있는 잔기는 수용체 결합에 중요하다. 2차 구조 분석은 IL-4 및 과립구 대식세포 콜로니 자극 인자(GMCSF)와의 유사성을 제안했다.

### 인터루킨 3
인터루킨 3 (IL-3)은 과립구 및 대식세포의 생산, 분화 및 기능을 조절함으로써 조혈을 조절하는 사이토카인이다. 생체 내에서 단량체로 존재하는 단백질은 활성화된 T세포와 비만세포에서 생산되며 N 말단 신호 서열의 절단에 의해 활성화된다.
IL-3는 항원, 미토겐 또는 포르볼 에스테르와 같은 화학적 활성화제로 자극된 후에만 T 림프구 및 T 세포 림프종에 의해 생성된다. 그러나 IL-3는 골수단핵구성 백혈병 세포주 WEHI-3B에서 구성적으로 발현된다. IL-3의 구성적 생산에 대한 세포주의 유전적 변화가 이 백혈병 발병의 핵심 사건인 것으로 생각된다.

### 인터루킨 4
인터루킨 4 (IL-4)는 B세포가 증식하고 클래스 스위치 재조합 및 체세포 과돌연변이를 겪는 데 도움을 주는 데 특화된 CD4+ T세포에 의해 생성된다. Th2 세포는 IL-4 생산을 통해 IgG1 및 IgE 이소형에 대한 클래스 스위치 재조합을 포함하는 B세포 반응에서 중요한 기능을 한다.

### 인터루킨 5
호산구 분화 인자(EDF)로도 알려진 인터루킨 5 (IL-5)는 호산구 형성을 위한 계통 특이적 사이토카인이다. IL-5은 호산구의 성장과 활성화를 조절하고 따라서 천식을 포함하여 증가된 호산구 수치와 관련된 질병에서 중요한 역할을 한다. IL-5는 다른 사이토카인(예: IL-2, IL-4 및 GCSF)과 유사한 전체 접힘을 갖지만 이들은 단량체 구조로 존재하지만 IL-5는 동종이합체이다. 접힘에는 두 가닥의 역평행 베타 병풍으로 연결된 왼방향 트위스트가 있는 역평행 4-알파 나선 다발이 포함되어 있다. 단량체는 2개의 사슬간 이황화 결합에 의해 결합된다.

### 인터루킨 6
B세포 자극 인자-2 (BSF-2) 및 인터페론 베타-2라고도하는 인터루킨 6 (IL-6)은 다양한 생물학적 기능에 관여하는 사이토카인이다. 이는 B세포를 면역글로불린 분비 세포로 최종 분화하는 데 중요한 역할을 할 뿐만 아니라 골수종/형질세포종 성장, 신경 세포 분화 및 간세포에서 급성기 반응물을 유도한다.
다수의 다른 사이토카인은 서열 유사성에 기초하여 IL-6와 함께 그룹화 될 수 있다. 여기에는 과립구 콜로니 자극 인자(GCSF) 및 골수단핵구성 성장 인자(MGF)가 포함된다. GCSF는 혈액 내 2개의 관련된 백혈구 그룹의 생성, 분화 및 기능에 영향을 미침으로써 조혈 작용을 한다. 또한 MGF는 골수 계통의 정상 및 변형된 조류 세포의 증식 및 콜로니 형성을 자극하는 조혈 작용을 한다.
IL-6/GCSF/MGF 계열의 사이토카인은 2개의 이황화 결합에 관여하는 4개의 보존된 시스테인 잔기를 포함하는 약 170~180개의 아미노산 잔기로 구성된 당단백질이다. 이것들은 2개의 이황화 결합에 의해 안정화된 조밀한 구형 접힘 (다른 인터루킨과 유사)을 가지고 있다. 구조의 절반은 왼손잡이 트위스트가 있는 4-alpha-helix 번들에 의해 지배된다. 나선은 이중 가닥 역평행 베타 병풍에 속하는 두 개의 오버핸드 연결이 있는 역평행이다. 네 번째 알파 나선은 분자의 생물학적 활동에 중요하다.

### 인터루킨 7
인터루킨 7 (IL-7)은 B세포 및 T세포 계통의 초기 림프구 세포에 대한 성장 인자 역할을 하는 사이토카인이다.

### 인터루킨 8
인터루킨 8 (IL-8)은 대식세포 및 상피 세포, 기도 평활근 세포 및 내피 세포와 같은 다른 세포 유형에 의해 생성되는 케모카인이다. 내피 세포는 저장 소포인 Weibel-Palade 소체에 IL-8을 저장한다. 인간에서 인터루킨 8 단백질은 CXCL8 유전자에 의해 암호화된다. IL-8은 초기에 99개 아미노산의 전구체 펩타이드로 생성되며, 이후 절단을 거쳐 여러 활성 IL-8 이소형을 생성한다. 배양에서 72개 아미노산 펩타이드는 대식세포에 의해 분비되는 주요 형태이다.
표면 막에는 IL-8에 결합할 수 있는 많은 수용체가 있다. 가장 자주 연구되는 유형은 G 단백질 결합 사문석 수용체 CXCR1 및 CXCR2이다. IL-8에 대한 발현 및 친화력은 두 수용체 간에 다르다 (CXCR1>CXCR2). 일련의 생화학적 반응을 통해 IL-8이 분비되며 선천 면역계 반응에서 면역 반응의 중요한 매개체이다.

### 인터루킨 9
인터루킨 9 (IL-9)은 보조 T세포의 IL-2 독립적 및 IL-4 독립적 성장을 지원하는 사이토카인이다. 초기 연구에서는 인터루킨 9와 7이 진화와 관련된 것으로 나타났으며 Pfam, InterPro 및 PROSITE 항목이 인터루킨 7/인터루킨 9 계열에 대해 존재한다. 그러나 최근 연구에 따르면 IL-9는 실제로 IL-7보다 IL-2 및 IL-15에 훨씬 더 가깝다. 더욱이, 이 연구는 IL-7과 γc 수용체(IL-2, IL-4, IL-7, IL-9, IL-15 및 IL-21)를 통해 신호를 보내는 나머지 모든 사이토카인 사이에 양립할 수 없는 구조적 차이를 보여주었다.

### 인터루킨 10
인터루킨 10 (IL-10)은 활성화된 대식세포 및 헬퍼 T세포에 의해 생성되는 IFN-감마, IL-2, IL-3, TNF 및 GM-CSF를 비롯한 여러 사이토카인의 합성을 억제하는 단백질이다. 구조상 IL-10은 이황화 결합에 관여하는 4개의 보존된 시스테인을 포함하는 약 160개의 아미노산으로 구성된 단백질이다. IL-10은 감마-인터페론의 합성을 억제하는 앱스타인-바 바이러스 (Epstein-Barr virus) BCRF1 단백질과 말 헤르페스 바이러스 2 (말 헤르페스 바이러스 2) 단백질 E7과 매우 유사하다. 그것은 또한 인간 단백질 mda-7과 유사하지만 정도는 적다. 인간 흑색종 세포에서 항증식 특성을 갖는 단백질. Mda-7에는 IL-10의 4개 시스테인 중 2개만 포함되어 있다.

### 인터루킨 11
인터루킨 11 (IL-11)은 거대 핵세포 생성을 자극하는 분비 단백질로 처음에는 혈소판 생성 증가로 이어질 것으로 생각되었으며 (이후 정상 혈소판 형성에 중복되는 것으로 나타났음) 파골 세포를 활성화하여 상피 세포 증식을 억제한다. 또한 세포사멸, 및 대식세포 매개체 생성 억제한다. 이러한 기능은 IL-11의 조혈, 골 및 점막 보호 효과를 매개하는 데 특히 중요할 수 있다.

### 인터루킨 12
인터루킨 12 (IL-12)는 35 kDa 알파 서브 유닛과 40 kDa 베타 서브 유닛으로 구성된 이황화결합 헤테로다이머이다. 이것은 Leishmania, Toxoplasma, 홍역 바이러스 및 인간 면역 결핍 바이러스 1 (HIV)과 같은 다양한 세포 내 병원체에 대한 정상적인 숙주 방어를 포함하여 Th1 세포 면역 반응의 자극 및 유지에 관여한다. IL-12는 또한 자연 살해 세포의 세포 독성 기능을 강화하는 데 중요한 역할을 하며 염증성 장 질환 및 다발성 경화증과 같은 병리학적 Th1 반응에서 역할을 한다. 이러한 질병에서 IL-12 활성의 억제는 치료적 이점을 가질 수 있다. 한편, 재조합 IL-12의 투여는 병리학적 Th2 반응과 관련된 상태에서 치료적 이점을 가질 수 있다.

### 인터루킨 13
인터루킨 13 (IL-13)은 염증 및 면역 반응의 조절에 중요한 역할을 할 수 있는 다발성 사이토카인이다. 염증성 사이토카인 생산을 억제하고 인터페론-감마 합성을 조절하는 IL-2와 상승작용을 한다. IL-4 및 IL-13의 서열은 관련이 없다.

### 인터루킨 15
인터루킨 15 (IL-15)는 세포 면역 반응의 자극 및 유지를 포함하여 다양한 생물학적 기능을 가진 사이토카인이다. IL-15는 IL-15와 IL-15R 알파 및 IL-2R 베타 및 IL-2R 감마 (일반적인 감마 사슬, γc)를 포함하는 IL-2R 성분과의 상호작용을 필요로 하는 T 림프구의 증식을 자극하지만 IL은 그렇지 않다.

### 인터루킨 17
인터루킨 17 (IL-17)은 활성화된 기억 T세포에 의해 생성되는 강력한 전염증성 사이토카인이다. 이 사이토카인은 염증 유발 특성, 호중구 모집 역할, 선천 및 적응 면역의 중요성을 특징으로 한다. IL-17은 RA, 알레르기, 천식, 건선 등과 같은 많은 자가면역 질환의 염증에 중요한 역할을 할 뿐만 아니라 이러한 질병의 발병 기전에서도 중요한 역할을 한다. 또한 일부 연구에서는 IL-17이 종양 형성(종양의 초기 형성) 및 이식 거부에 역할을 한다는 것을 발견했다. IL-17 계열은 척추동물 진화 전반에 걸쳐 고도로 보존된 것으로 보이는 독특한 신호 시스템을 나타내는 것으로 생각된다.

## 인간에서의 인터루킨
| 이름         | 분비하는 세포                                                                           | 표적                                 | 표적                                                               | 기능 |
| 이름         | 분비하는 세포                                                                           | 수용체                               | 세포                                                               | 기능 |
| ------------ | --------------------------------------------------------------------------------------- | ------------------------------------ | ------------------------------------------------------------------ | --- |
| IL-1         | 대식세포, B세포, 단핵구, 수지상세포                                                     | CD121a/IL1R1, CD121b/IL1R2           | 보조 T세포                                                         | 보조자극 |
| IL-1         | 대식세포, B세포, 단핵구, 수지상세포                                                     | CD121a/IL1R1, CD121b/IL1R2           | B세포                                                              | 성숙과 증식 |
| IL-1         | 대식세포, B세포, 단핵구, 수지상세포                                                     | CD121a/IL1R1, CD121b/IL1R2           | 자연 살해 세포                                                     | 활성화 |
| IL-1         | 대식세포, B세포, 단핵구, 수지상세포                                                     | CD121a/IL1R1, CD121b/IL1R2           | 대식세포, 혈관내피, 그 외                                          | 염증, 소량은 급성기 반응을, 다량은 발열을 유도한다. |
| IL-2         | 보조 T세포 (Th1 세포)                                                                   | CD25/IL2RA, CD122/IL2RB, CD132/IL2RG | 활성화된 T세포와 B세포, 자연 살해 세포, 대식세포, 희소돌기아교세포 | T세포의 성장과 분화를 자극한다. 암을 치료하는 면역요법이나 장기 이식 환자에서 면역을 억제하기 위해 이용할 수 있다. 또한 HIV 양성 환자에서 CD4 수를 늘리기 위해 임상시험(ESPIRIT. Stalwart)에서 이용되기도 했다. |
| IL-3         | 활성화된 보조 T세포, 비만 세포, 자연 살해 세포, 혈관내피, 호산구                        | CD123/IL3RA, CD131/IL3RB             | 조혈모세포                                                         | 골수계 전구세포의 분화와 증식. 적혈구, 과립구 등으로 분화한다. |
| IL-3         | 활성화된 보조 T세포, 비만 세포, 자연 살해 세포, 혈관내피, 호산구                        | CD123/IL3RA, CD131/IL3RB             | 비만세포                                                           | 성장과 히스타민 방출 |
| IL-4         | 보조 T세포(Th2 세포), 막 활성화된 미성숙 CD4+ 세포, 기억 CD4+ 세포, 비만 세포, 대식세포 | CD124/IL4R, CD132/IL2RG              | 활성화된 B세포                                                     | 증식과 분화, IgG1와 IgE 합성. 알레르기 반응에 중요한 역할 (IgE) |
| IL-4         | 보조 T세포(Th2 세포), 막 활성화된 미성숙 CD4+ 세포, 기억 CD4+ 세포, 비만 세포, 대식세포 | CD124/IL4R, CD132/IL2RG              | T세포                                                              | 증식 |
| IL-4         | 보조 T세포(Th2 세포), 막 활성화된 미성숙 CD4+ 세포, 기억 CD4+ 세포, 비만 세포, 대식세포 | CD124/IL4R, CD132/IL2RG              | 혈관내피                                                           | 혈관세포부착분자 1(VCAM-1)의 발현을 증가시켜 림프구의 부착을 촉진. |
| IL-5         | 보조 T세포(Th2 세포), 비만 세포, 호산구                                                 | CD125/IL5RA, CD131/IL3RB             | 호산구                                                             | 생산 |
| IL-5         | 보조 T세포(Th2 세포), 비만 세포, 호산구                                                 | CD125/IL5RA, CD131/IL3RB             | B세포                                                              | 분화, IgA 생산 |
| IL-6         | 대식세포, 보조 T세포(Th2 세포), B세포, 별아교세포, 혈관내피                             | CD126/IL6RA, CD130/IR6RB             | 활성 B세포                                                         | 형질세포로의 분화 |
| IL-6         | 대식세포, 보조 T세포(Th2 세포), B세포, 별아교세포, 혈관내피                             | CD126/IL6RA, CD130/IR6RB             | 형질세포                                                           | 항체 분비 |
| IL-6         | 대식세포, 보조 T세포(Th2 세포), B세포, 별아교세포, 혈관내피                             | CD126/IL6RA, CD130/IR6RB             | 조혈모세포                                                         | 분화 |
| IL-6         | 대식세포, 보조 T세포(Th2 세포), B세포, 별아교세포, 혈관내피                             | CD126/IL6RA, CD130/IR6RB             | T세포, 그 외                                                       | 급성기 반응, 조혈, 세포 분화, 염증 유도 |
| IL-7         | 골수과 가슴샘의 기질세포                                                                | CD127/IL7RA, CD132/IL2RG             | pre/pro-B세포, pre/pro-T세포, 자연살해세포                         | 림프계 전구세포의 분화와 증식, B세포와 T세포, 자연살해세포의 생존과 발달, 항상성에 관여. 전염증성 사이토카인 작용 강화                                                                                          |
| IL-8 (CXCL8) | 대식세포, 림프구, 상피 세포, 혈관 내피 세포                                             | CXCR1/IL8RA, CXCR2/IL8RB/CD128       | 호중구, 호염기구, 림프구                                           | 호중구의 화학주성 |
| IL-9         | Th2, 특히 CD4+ 보조 T세포                                                               | CD129/IL9R                           | T세포, B세포                                                       | IgM, IgG, IgE의 작용 강화, 비만 세포 자극 |
| IL-10        | 단핵구, 보조 T세포(Th2 세포), CD8+ T세포, 비만 세포, 대식세포, B세포 아집단             | CD210/IL10RA, CDW210B/IL10RB         | 대식세포                                                           | 사이토카인 생산 |
| IL-10        | 단핵구, 보조 T세포(Th2 세포), CD8+ T세포, 비만 세포, 대식세포, B세포 아집단             | CD210/IL10RA, CDW210B/IL10RB         | B cells                                                            | activation |
| IL-10        | 단핵구, 보조 T세포(Th2 세포), CD8+ T세포, 비만 세포, 대식세포, B세포 아집단             | CD210/IL10RA, CDW210B/IL10RB         | 비만 세포                                                          | |
| IL-10        | 단핵구, 보조 T세포(Th2 세포), CD8+ T세포, 비만 세포, 대식세포, B세포 아집단             | CD210/IL10RA, CDW210B/IL10RB         | 보조 T세포(Th1 세포)                                               | 보조 T세포(Th1)의 사이토카인 (인터페론 감마, TNF-β, IL-2) 생산을 억제 |
| IL-10        | 단핵구, 보조 T세포(Th2 세포), CD8+ T세포, 비만 세포, 대식세포, B세포 아집단             | CD210/IL10RA, CDW210B/IL10RB         | 보조 T세포(Th2 세포)                                               | 자극 |
| IL-11        | 골수 기질                                                                               | IL11RA                               | 골수 기질                                                          | 급성기 단백질 생산, 파골세포 형성 |
| IL-12        | 수지상세포, B세포, T세포, 대식세포                                                      | CD212/IL12RB1, IR12RB2               | 활성화된 T세포                                                     | IL-2와 함께 세포독성 T세포로의 분화 유발, ↑ IFN-γ, TNF-α, ↓ IL-10 |
| IL-12        | 수지상세포, B세포, T세포, 대식세포                                                      | CD212/IL12RB1, IR12RB2               | 자연 살해 세포                                                     | ↑ IFN-γ, TNF-α |
| IL-13        | 활성화된 보조 T세포(Th2 세포), 비만 세포, 자연 살해 세포                                | IL13R                                | Th2 세포, B세포, 대식세포,                                         | B세포의 성장과 분화를 자극 (IgG), Th1 세포와 대식세포의 염증성 사이토카인(IL-1, IL-6) 생산 억제, ↓ IL-8, IL-10, IL-12                                                                                           |
| IL-14        | T세포와 특정 악성 B세포                                                                 |                                      | 활성화된 B세포                                                     | B세포의 성장과 증식을 조절, 면역글로불린 분비 억제 |
| IL-15        | 단핵계 식세포와 그 외 기타 세포. 특히 바이러스 감염으로 인한 대식세포                   | IL15RA                               | T세포, 활성화된 B세포                                              | 자연 살해 세포의 생성 유도 |
| IL-16        | 림프구, 상피세포, 호산구, CD8+ T세포                                                    | CD4                                  | CD4+ T세포                                                         | CD4+ T세포의 주화성 인자 |
| IL-17        | Th17세포                                                                                | CDw217/IL17RA, IL17RB                | 상피, 내피, 그 외                                                  | 파골세포 생성, 혈관신생, 염증성 사이토카인 증가 |
| IL-18        | 대식세포                                                                                | CDw218a/IL18R1                       | Th1 세포, 자연 살해 세포                                           | IFNγ 생산 유도, 자연 살해 세포의 활동 증가 |
| IL-19        | -                                                                                       | IL20R                                |                                                                    | - |
| IL-20        | 활성화된 각질세포와 단핵구                                                              | IL20R                                |                                                                    | 각질세포의 증식과 분화 조절 |
| IL-21        | 활성화된 보조 T세포, NKT세포                                                            | IL21R                                | 모든 림프구와 수지상세포                                           | CD8+ T세포의 활성화와 증식에 보조자극 신호 역할, 자연살해세포의 세포독성을 강화, CD40으로 인한 B세포 증식, 분화, 아형 변환을 강화, Th17세포의 분화를 촉진                                                       |
| IL-22        | Th17세포                                                                                | IL22R                                |                                                                    | 상피세포로부터 디펜신을 생산. 간암 세포에서 STAT1, STAT3을 활성화하고 혈청 아밀로이드 A, 알파 1-안티키모트립신, 합토글로빈 등의 급성기 단백질 생산을 늘림.                                                      |
| IL-23        | 대식세포, 수지상세포                                                                    | IL23R                                |                                                                    | IL-17을 생산하는 세포를 유지, 혈관신생을 증가시키나 CD8+ T세포 침윤은 감소시킴. |
| IL-24        | 각질세포, 멜라닌세포, 단핵구, T세포                                                     | IL20R                                |                                                                    | 세포의 생존과 염증성 사이토카인 발현에 영향을 미쳐 종양의 억제, 상처 치유, 건선 형성에 중요한 역할을 함. |
| IL-25        | T세포, 비만 세포, 호산구, 대식세포, 점막상피세포                                        | LY6E                                 |                                                                    | IL-4, IL-5, IL-13의 생산을 유도하여 호산구 증식을 자극. |
| IL-26        | T세포, 단핵구                                                                           | IL20R1                               |                                                                    | IL-10, IL-8 분비와 상피세포 표면의 CD54 발현을 강화 |
| IL-27        | 대식세포, 수지상세포                                                                    | IL27RA                               |                                                                    | B세포와 T세포의 활성을 조절 |
| IL-28        | -                                                                                       | IL28R                                |                                                                    | 바이러스에 대항하는 면역 방어 기능 수행. |
| IL-29        | -                                                                                       |                                      |                                                                    | 미생물에 대한 숙주의 면역 방어 수행 |
| IL-30        | -                                                                                       |                                      |                                                                    | IL-27의 사슬 하나를 형성 |
| IL-31        | 보조 T세포(Th2 세포)                                                                    | IL31RA                               |                                                                    | 피부의 염증에 역할을 수행할 수 있음 |
| IL-32        | -                                                                                       |                                      |                                                                    | 단핵구와 대식세포가 TNF-α, IL-8, CXCL2을 분비하도록 유도 |
| IL-33        | 상피세포                                                                                |                                      |                                                                    | 보조 T세포가 제2형 사이토카인을 생산하도록 유도 |
| IL-35        | 조절 T세포                                                                              |                                      |                                                                    | 보조 T세포 활성화를 억제 |
| IL-36        | -                                                                                       |                                      |                                                                    | 수지상세포와 T세포 반응을 조절 |

## 유사체 및 파생 상품에 대한 국제 일반명
| 내생 양식 이름      | 제약 형태 INN 접미사 | 설명 |
| ------------------- | -------------------- | --- |
| 인터루킨 1 (IL-1)   | -nakin               | |
| 인터루킨 1α (IL-1α) | -onakin              | 피포나킨                                                                                                   |
| 인터루킨 1β (IL-1β) | -benakin             | 모베나킨                                                                                                   |
| 인터루킨 2 (IL-2)   | -leukin              | 아다르길류킨 알파, 알데스류킨, 셀몰류킨, 데닐류킨 디프티톡스, 페갈데스류킨, 테셀류킨, 투코투주맙, 셀몰류킨 |
| 인터루킨 3 (IL-3)   | -plestim             | 다니플스팀, 무플스팀                                                                                       |
| 인터루킨 4 (IL-4)   | -trakin              | 비네트라킨                                                                                                 |
| 인터루킨 6 (IL-6)   | -exakin              | 아텍사킨 알파                                                                                              |
| 인터루킨 8 (IL-8)   | -octakin             | 이모타킨                                                                                                   |
| 인터루킨 10 (IL-10) | -decakin             | 일로데카킨                                                                                                 |
| 인터루킨 11 (IL-11) | -elvekin             | 오프렐베킨                                                                                                 |
| 인터루킨 12 (IL-12) | -dodekin             | 에도데킨 알파                                                                                              |
| 인터루킨 13 (IL-13) | -tredekin            | 신트레데킨 베스오톡스                                                                                      |
| 인터루킨 18 (IL-18) | -octadekin           | 이복타데킨                                                                                                 |
|                     |                      | |